# Arena Turkcell Kuruçeşme
La Arena Turkcell Kuruçeşme es una estructura que sirve como recinto de música al aire libre situado en el barrio Kuruçrşme del distrito de Beşiktaş en la ciudad de Estambul, en Turquía. También se utiliza como un cine al aire libre. La capacidad de la arena le permite recibir hasta 17.000 personas. Algunos conciertos de grupos de artistas o música notables que el recinto albergó incluyen los de Ricky Martín, Shakira o Rihanna.